# Castroserracín
Castroserracín es un municipio de España, en la provincia de Segovia, comunidad autónoma de Castilla y León. Tiene una superficie de 21,05 km² con una población de 24 habitantes (INE 2024).

## Toponimia
Refleja el nombre personal o étnico Sarracinus, probablemente aludiendo a un propietario. Se ha aventurado la hipótesis de que se trate de un descendiente directo, como apelativo (y no petrificado en el nombre personal) del plural arábigo sarraqīn ‘sarracenos’. Sin embargo, esta última hipótesis, sugerida por Vernet Ginés (1959), parece improbable, dado que exige una preservación del lenguaje que va más allá de la mera memoria léxica. Un topónimo similar es el de Castello Sarrazín, cerca de Silos (citado en 1222). Otros más: Sarracín (Burgos), Sarracín de Aliste (Zamora), Serracín (Riaza, Segovia), Monfarracinos (Zamora), Villasarracino (Palencia). Todos, sin duda, alusivos a propietarios. Compárense los topónimos asturianos Cerracín, Zarracín, Zarracina, aducidos por Cunha Serra. Lo más probable es ver en esta familia toponímica una huella del conocido nombre personal Sarracenus (915), Sarracino (976, 1065), Sarrazino (1055), Serracino (978, 1080), por citar sólo unos ejemplos de Portugal, León y Asturias recogidos por Rivas Quintás.
Sarracinus es nombre de persona. Es muy frecuente en la Edad Media, especialmente en la etnia mozárabe (cristianos que habían estado o estaban aún bajo dominio musulmán), lo cual es plenamente compatible con lo que se sabe del poblamiento zamorano en la primera Edad Media. La mayor parte de las citas medievales a personas con este nombre figuran lisa y llanamente como Sarrazino, Sarrazín. El que terminen en –ino o en –ín depende de lo siguiente: generalmente, si la expresión mantenía el genitivo latino (Castrum Sarrazini), tendía a perderse la –i final. Pero, por otro lado, era frecuente en patronímicos la flexión genitiva: Iohannes Sarrazini (Juan hijo de Sarrazino), y esto da lugar con el tiempo a apellidos Serracín, que pueden a su vez convertirse en nombre.

## Historia
El territorio es repoblado durante la Reconquista por la Comunidad de Villa y Tierra de Sepúlveda, quedando encuadrada dentro del Ochavo de las Pedrizas y Valdenavares.

## Geografía

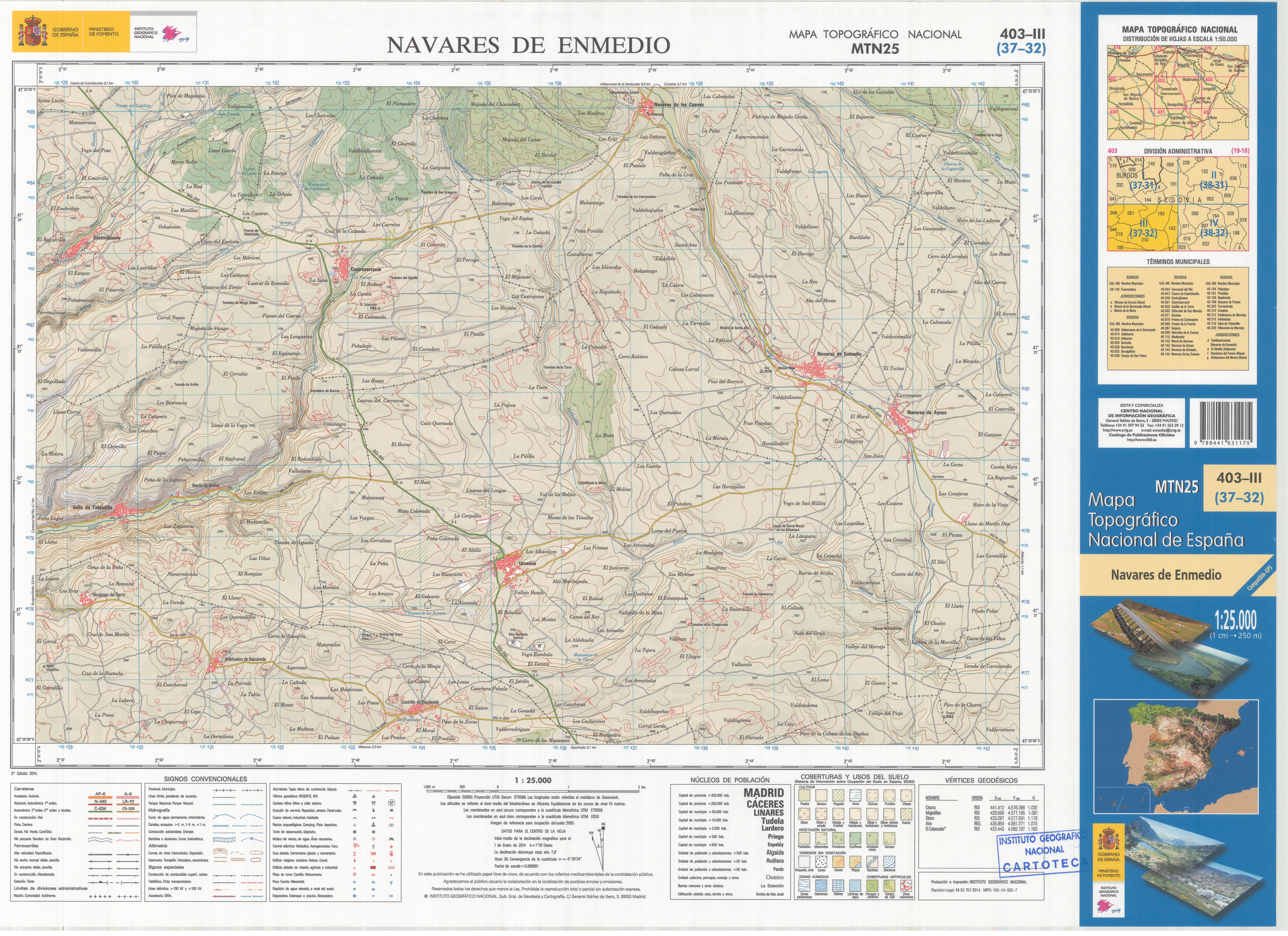
Fragmento de la hoja 403 del Mapa Topográfico Nacional de España de 2014 en el que se representa parte de Castroserracín

| Noroeste: Torreadrada         | Norte: Torreadrada                | Noreste: Navares de las Cuevas |
| Oeste: Castrojimeno           |                                   | Este: Navares de las Cuevas    |
| Suroeste: Valle de Tabladillo | Sur: Valle de Tabladillo, Urueñas | Sureste: Urueñas               |

## Geografía humana

### Demografía
Cuenta con una población de 24 habitantes (INE 2024).
| Gráfica de evolución demográfica de Castroserracín entre 1842 y 2021                                                  |
| |
| Población de derecho según los censos de población del INE. Población de hecho según los censos de población del INE. |

## Administración y política
| Periodo   | Nombre                                                                      | Partido | Partido |
| --------- | --------------------------------------------------------------------------- | ------- | ------- |
| 1979-1983 | Jacinto Iglesias Pulido                                                     |         | PSOE    |
| 1983-1987 | Jacinto Iglesias Pulido                                                     |         | PSOE    |
| 1987-1991 | Jacinto Iglesias Pulido                                                     |         | PSOE    |
| 1991-1995 | Jacinto Iglesias Pulido                                                     |         | PSOE    |
| 1995-1999 | María Pilar Pulido Pecharromán                                              |         | PP      |
| 1999-2003 | Jacinto Iglesias Pulido                                                     |         | PSOE    |
| 2003-2007 | Jacinto Iglesias Pulido                                                     |         | PSOE    |
| 2007-2011 | Jacinto Iglesias Pulido (2007-2008) José Antonio Bayo Rodríguez (2008-2011) |         | PSOE PP |
| 2011-2015 | José Antonio Bayo Rodríguez                                                 |         | PP      |
| 2015-2019 | José Antonio Bayo Rodríguez                                                 |         | PP      |
| 2019-2023 | José Antonio Bayo Rodríguez                                                 |         | PP      |
| 2023-act. | José Antonio Bayo Rodríguez                                                 |         | PP      |